# Orient Thai Airlines

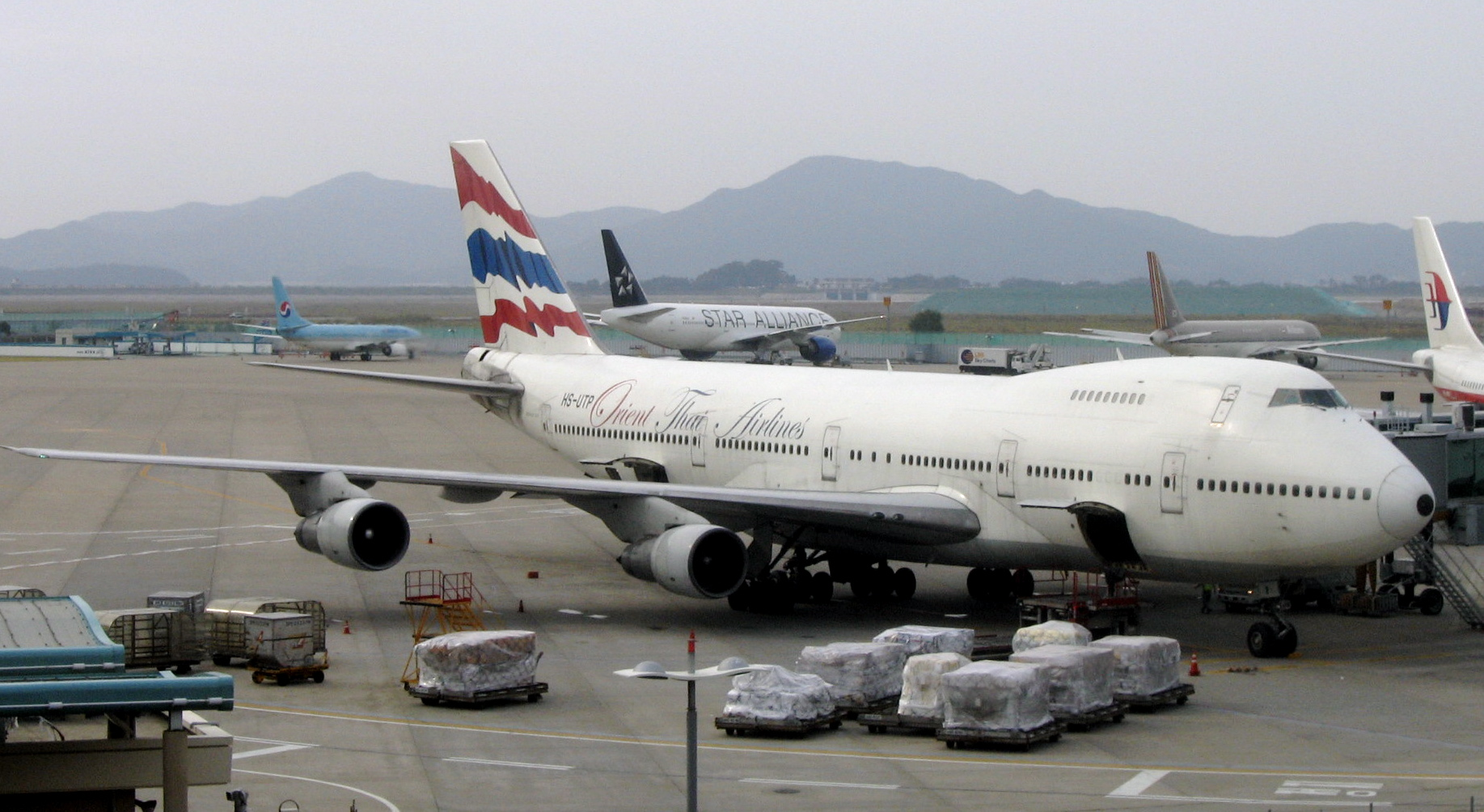
En Boeing 747 från Orient Thai Airlines på Incheons flygplats.

Orient Thai Airlines var ett flygbolag med bas i Bangkok, Thailand. Bolaget drev lågprisinriktad chartertrafik och linjetrafik i sydöstra Asien och använde Suvarnabhumiflygplatsen som centrum för sin verksamhet. Bolaget ägdes av Udom N. Tantiprasongchai.
Såväl Orient Thair Airlines som dess dotterbolag One-Two-GO Airlines förbjöds i april 2009 att flyga inom Europeiska unionen.
Bolaget avslutade all verksamhet i slutet av juli 2018 och gick i konkurs den 9 oktober samma år.

## Historia
Bolaget fanns tidigare under namnet Cambodian International Airlines (CIA), men fick lämna Kambodja. Udom Tantiprasongchai köpte två Boeing 727-200 och använde dem från slutet av 1995 för flygverksamhet under namnet Orient Express Air. B727:orna ersattes sedan av Lockheed L-1011 TriStar som tidigare hade använts av Delta Air Lines. Dessa har senare ersatts av Boeing 747.
Orient Thai har periodvis drivit linjetrafik, men har framför allt utfört tjänster åt andra flygbolag, tillsammans med sitt dotterbolag Kampuchea Airlines. Dessa flygbolag har inkluderat Eastjet, Finnair, Lufthansa, LTU International och Merpati. Orient Thai har också utfört många flygningar åt FN, både av flyktingar och fredsbevarande trupper.
Orient Thais historia har kantats av återkommande kritik om bristande flygsäkerhet. Under 2005, när de flög för svenska Eastjet, förekom kritik för slitna flygplan och bolaget belades med flygförbud i Danmark.

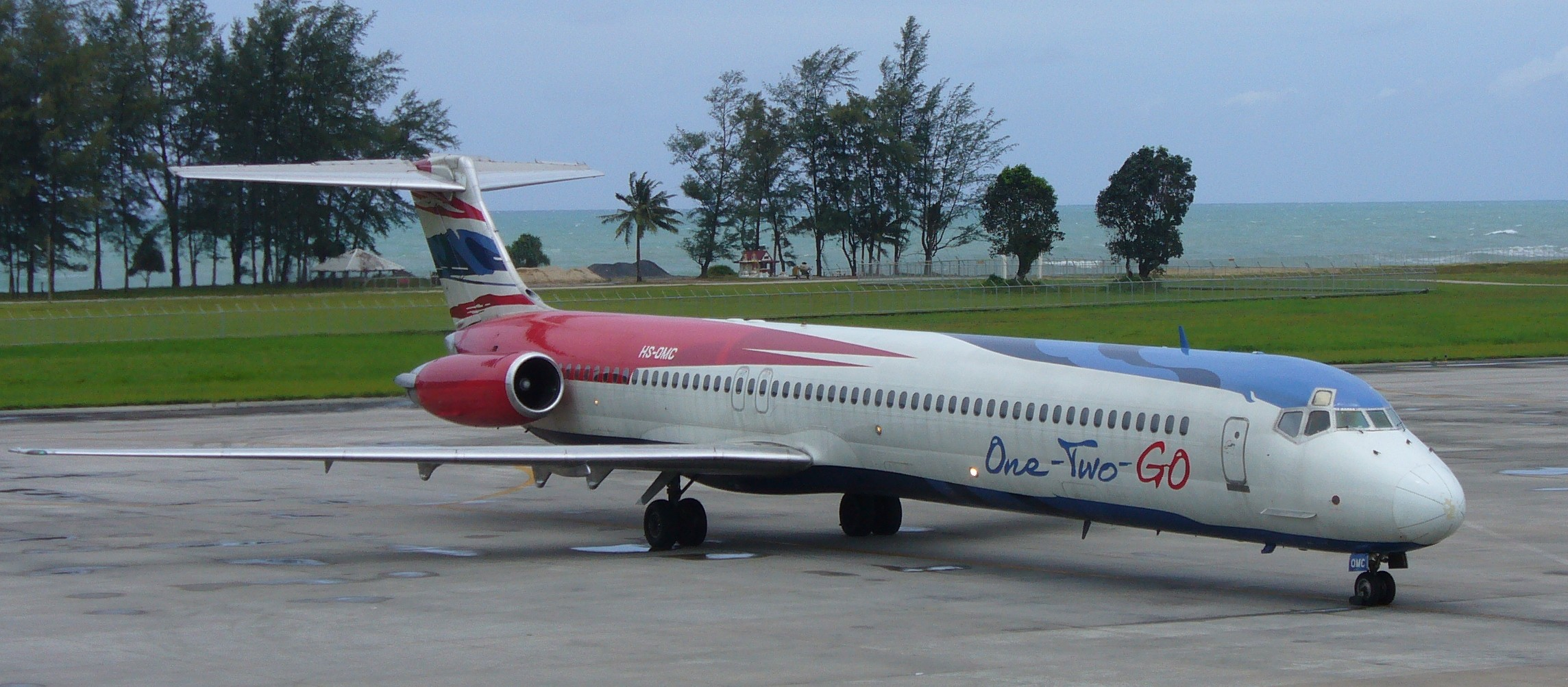
En MD-82 från One-Two-GO, samma flygplanstyp som havererade 16 september 2007.

16 september 2007 havererade One-Two-GO Airlines Flight 269 som flögs av One-Two-GO Airlines, som är Orient Thai Airlines dotterbolag för inrikes flyg. Olyckan skedde när planet, en McDonnell Douglas MD-82, havererade då det försökte landa i stark vind och kraftigt regn vid Phuket International Airport. 90 personer omkom. Haveriet ledde till undersökningar från thailändska myndigheter och amerikanska National Transportation Safety Board, och många vittnesmål från tidigare piloter om bristande säkerhetsrutiner framkom. De fortsatta undersökningarna ledde till tillfälliga flygförbud för One-Two-GO under perioden juli 2008 till december 2008. 8 april 2009 förbjöds One-Two-GO att flyga inom Europeiska unionen.

## Flygplansflotta
Orient Thai Airlines flotta bestod av följande flygplan i december 2011:
- 3 Boeing 737-300
- 3 Boeing 747-300
- 2 Boeing 747-400
- 2 Boeing 767-300
- 2 McDonnell Douglas MD-81
- 2 McDonnell Douglas MD-82